# راسوت (داغستان)
راسوت (به لاتین: Rassvet) یک منطقهٔ مسکونی در روسیه است که در داغستان واقع شده‌است.